# MTV Video Music Award du groupe de l'année
Ce prix récompense le groupe qui a la meilleure vidéo de l'année.
Entre 2008 et 2018, le prix n'est plus décerné. Il revient en 2019 et 2020 avec l'intitulé meilleur groupe, et depuis 2021 comme groupe de l'année.
Voici la liste des gagnants dans cette catégorie aux MTV Video Music Awards depuis 1984 :
| Année | Groupe                       | Vidéo                           |
| ----- | ---------------------------- | ------------------------------- |
| 1984  | ZZ Top                       | Legs                            |
| 1985  | USA for Africa               | We Are the World                |
| 1986  | Dire Straits                 | Money for Nothing               |
| 1987  | Talking Heads                | Wild Wild Life                  |
| 1988  | INXS                         | Need You Tonight/Mediate        |
| 1989  | Living Colour                | Cult of Personality             |
| 1990  | The B-52's                   | Love Shack                      |
| 1991  | R.E.M.                       | Losing My Religion              |
| 1992  | U2                           | Even Better Than the Real Thing |
| 1993  | Pearl Jam                    | Jeremy                          |
| 1994  | Aerosmith                    | Cryin'                          |
| 1995  | TLC                          | Waterfalls                      |
| 1996  | Foo Fighters                 | Big Me                          |
| 1997  | No Doubt                     | Don't Speak                     |
| 1998  | Backstreet Boys              | Everybody (Backstreet's Back)   |
| 1999  | TLC                          | No Scrubs                       |
| 2000  | Blink-182                    | All the Small Things            |
| 2001  | *NSYNC                       | Pop                             |
| 2002  | No Doubt feat. Bounty Killer | Hey Baby                        |
| 2003  | Coldplay                     | The Scientist                   |
| 2004  | No Doubt                     | It's My Life                    |
| 2005  | Green Day                    | Boulevard of Broken Dreams      |
| 2006  | All-American Rejects         | Move Along                      |

| Année | Groupe       |
| ----- | ------------ |
| 2007  | Fall Out Boy |
| 2019  | BTS          |
| 2020  | BTS          |
| 2021  | BTS          |